# NGC 7132
NGC 7132 (другие обозначения — PGC 67349, MCG 2-55-13, ZWG 427.24) — спиральная галактика (Sc) в созвездии Пегас.
Этот объект входит в число перечисленных в оригинальной редакции «Нового общего каталога».